# 웹삼국지2
《웹삼국지2》(전설의부활) 은 중국에서 개발된 전략 시뮬레이션 웹게임이다. GANDROMEDA Inc.에서 수입, 배급하며, 현재 중국, 한국, 대만, 베트남에서 서비스하고 있다.

## 역사
- 2013년 1월 22일 ~ 1월 26일클로즈 베타 테스트(CBT) 실시
- 2013년 2월 1일 오픈 베타 테스트 (OBT) 시작 / 게임물 등급위원회 청소년 이용불가 18세 등급 판정